# Sifon (construcție)
Un sifon este orice tip de dispozitiv ce include transportarea lichidelor prin țevi. În special, termenul de sifon face referie la construcțiile care se folosesc de presiune pentru a trnasporta apa între două locuri aflate la altitudini diferite.